# آمنه افضلی
آمنه افضلی (زادهٔ ۱۹۵۷ (۶۷–۶۸ سال)) یک سیاست‌مدار فعال افغانستان است که در ژانویه ۲۰۱۰ پس از دریافت رای اعتماد عمومی شورای ملی افغانستان، وزیر کار و امور اجتماعی، و شهدا و معلولین شد. او قبلاً به عنوان کمیسر کمیسیون مستقل حقوق بشر تا سال ۲۰۰۴ خدمت کرده بود؛ و پس از آن به عنوان وزیر امور جوانان تا زمانی که با وزارت فرهنگ و اطلاعات ادغام شد در این سمت فعالیت داشت. وی عضو سازمان زنان‌صلح در سراسر جهان است.

## زندگی‌نامه
آمنه صفی افضلی در سال ۱۹۵۷ در شهر هرات در افغانستان متولد شد. او تحصیلات عالیه خود را در دانشکده علوم دانشگاه کابل در سال ۱۹۷۸ به پایان رساند. آمنه مؤسس مراکز آموزشی و آموزشی زنان و اولین مدرسه آزاد در کابل در سال ۱۹۹۴ بود. نشریاتی از قبیل سامیه، لحظات، و مادر، تحت نظارت او تأسیس و منتشر شدند. او همچنین تا سال ۲۰۰۴ به عنوان کمیسر کمیسیون مستقل حقوق بشر خدمت کرد. آمنه عضو هیئت‌مدیره بنیاد فرهنگی افغانستان است.